# Lagerstråle
Lagerstråle är namnet på två svenska besläktade, utslocknade ätter, en adlig och en friherrlig. 

## Historik
Ättens äldste kände stamfader var Anders Nilsson (Häst), bonde på hemmanet Kälke i Frustuna socken, Södermanland. Hans son Nils Andersson (släkten Wirell) (död 1720), var rådman i Strängnäs. Dennes sonson Claes Wirell (1716-1799) var assessor i kammarrevisionen 1756, statskommissarie 1762. Han adlades 1767-02-17 men sköldebrevet utfärdades inte förrän 1772-05-29 (introducerad 1773 under nr 1992). Han blev Riddare av Nordstjärneorden 1772-11-30.
En av hans söner, Per Gustaf (1765-1840), blev apten vid örlogsflottan 1788. Riddare av Svärdsorden 1788-07-21, överstelöjtnant vid amiralitetet och generaladjutant av flygeln 1795-02-08, överste vid örlogsflottan 1808, konteramiral 1809-06-29. Han blev kommendör av Svärdsorden 1815-01-28. Han upphöjdes 1817-07-04 till friherre. Enligt 1809 års regeringsform §37 tilldelades adelsvärdigheten endast den adlade själv, inte hans ättlingar, och det var endast huvudmannen bland ättlingarna som ärvde adelsvärdigheten. Övriga ättlingar förblev ofrälse.
Den adliga ätten utslocknade på svärdssidan den 7 februari 1922, och på spinnsidan 19 december 1925. Den friherrliga ätten utslocknade på svärdssidan den 7 februari 1922, och på spinnsidan 1 januari 1940.

## Kända medlemmar av ätten
- Gerhard Lagerstråle – civilminister, justitieråd
- Henriette Charlotte Lagerstråle – mor till Sveriges första statsminister
- Per Gustaf Lagerstråle – amiral